# رافائيل أليماو
رافائيل أليماو هو لاعب كرة قدم برازيلي في مركز حراسة المرمى، ولد في 17 أغسطس 1988 في بيراسيكابا في البرازيل. لعب مع نادي بالميراس.

## وصلات خارجية
- رافائيل أليماو على موقع قاعدة بيانات كرة القدم.إي يو (الإنجليزية)
- رافائيل أليماو على موقع Soccerway.com (الإنجليزية)